# Verizon Tennis Challenge 1989
Il Verizon Tennis Challenge 1989 è stato un torneo di tennis giocato sul cemento. È stata la 4ª edizione del torneo, che fa parte del Nabisco Grand Prix 1989. Si è giocato ad Orlando negli Stati Uniti dal 2 all'8 ottobre 1989.

## Campioni

### Singolare maschile
Andre Agassi ha battuto in finale  Brad Gilbert con il punteggio di 6–2, 6–1

### Doppio maschile
Scott Davis /  Tim Pawsat hanno battuto in finale  Ken Flach /  Robert Seguso con il punteggio di 7–5, 5–7, 6–4